# Казка про місячне світло (мультфільм)
«Казка про місячне світло» (рос. «Сказка про лунный свет») — анімаційний фільм 1968 року Творчого об'єднання художньої мультиплікації студії Київнаукфільм, режисер — Ірина Гурвич. Мультфільм озвучено російською мовою. Мультфільм знято за мотивами однойменного твору Ніни Гернет.

## Сюжет
Мультфільм знято за мотивами однойменного твору Ніни Гернет. Котенятко розбило лампу і було змушене зібрати місячний пил, щоб посвітити господареві.

Кадр з мультфільму «Казка про місячне світло»

## «Казка про місячне світло»

Обкладинка книги «Казка про місячне світло»

Твір було опубліковано окремою книгою в 1971 році.

## Над мультфільмом працювали
- За мотивами казки: Ніни Гернет
- Автор сценарію та режисер: Ірина Гурвич
- Художники-постановники: Генріх Уманський, Радна Сахалтуєв
- Аніматори: Єфрем Пружанський, Борис Храневич, Адольф Педан, Константин Чикін, Марк Драйцун
- Оператор: Анатолій Гаврилов
- Композитор: Леся Дичко
- Текст читає: Віктор Халатов
- Звукооператор: Ірина Чефранова
- Редактор: Світлана Куценко
- Директор: А. Коваленко

## Дивись також
- Фільмографія ТО художньої мультиплікації студії «Київнаукфільм»